# Jessika Guehaseim
Jessika Guehaseim (née le 23 août 1989 à Montpellier) est une athlète française, spécialiste du lancer de marteau, une journaliste et une joueuse de rugby à XIII.
Elle est également l'une des  premières femmes en France à avoir commenté du rugby à XIII à la télévision.

## Biographie
Elle est la sœur ainée de Jordan Guehaseim, spécialiste du lancer du disque. Son père est Jean-Philippe Guehaseim, ancien international ivoirien de football et sa sœur Johanna, une ex-attaquante du Montpellier Hérault SC.
Elle remporte le titre aux Jeux méditerranéens de 2013 à Mersin. Son record est de 70,44 m, obtenu à Aix-les-Bains en 2012.
Plus tard, elle entame une carrière à la télévision, elle commente ainsi des meetings d’athlétisme pour Canal plus et participe à une émission d'aventure sur la chaine M6 : The Bridge,. Elle reste un mois en Patagonie et y dispute des épreuves pendant dix-sept jours.
Elle pratique ensuite le rugby à XIII, et  devient championne de France en 2018, avec le XIII Provençal. Elle joue dans ce club, situé à Caumont, au poste de pilier.
Jessika Guehaseim aura donc porté le maillot de l'équipe de France dans trois sports.
En 2022, elle préface l'ouvrage « Le rugby à XIII, une légende vivante», en commençant par la citation d'une phrase prononcée par l'acteur néo-zélandais Russel Crowe.

## Palmarès
| Date | Compétition                                  | Lieu   | Résultat | Marque  |
| ---- | -------------------------------------------- | ------ | -------- | ------- |
| 2011 | Coupe d'Europe hivernale des lancers espoirs | Sofia  | 3e       | 62,43 m |
| 2013 | Jeux méditerranéens                          | Mersin | 1re      | 67,14 m |

### Records
| Épreuve           | Performance | Lieu          | Date        |
| ----------------- | ----------- | ------------- | ----------- |
| Lancer du marteau | 70,44 m     | Aix-les-Bains | 6 juin 2012 |